# Августин Кандиотис
Августин (на гръцки: Αυγουστίνος, Августинос) е гръцки духовник, лерински митрополит от 1967 до 2000 година. Августин е известен като православен фанатик, гонител на българския език и унищожител на българското наследство в Леринско.

## Биография
Роден е като Андреас Кандиотис (Ανδρέας Καντιώτης) в село Левкес на остров Парос на 20 април 1907 година. В 1929 година завършва Богословския факултет на Атинския университет. Влиза в организацията „Зои“ и живее в неин интернат четири години. Учи при Евсевиос Матопулос, основателя на тази църковна организация, и теолога Панайотис Трембелас. В 1935 година е хиротонисан за дякон, а в 1942 година за презвитер. Служи като протосингел в Етолийската митрополия. По решение на Светия синод в 1942 - 1947 година обикаля Егейска Македония и организира съпротива срещу комунистическите организации ЕАМ и ЕЛАС. В 1947 става военен свещеник и проповядва в най-критичните области, в които се води Гражданската война. Изповядва пленниците от Демократичната армия на Гърция и предава информацията на военните съдилища. В 1951 година е назначен за проповедник в Атина. Тук той организира мисионерското фундаменталистко православно братство „Ставрос“ и призовава за забрана на карнавалите, танците, конкурсите за красота, демонстрациите по гимнастика в училищата, както и за отнемането на правото на глас на жените. В 1958 година бившият му учител Панайотис Трембелас свидетелства пред Атинската архиепископия, че Августин е разстроен духовно, а в 1960 година митрополит Пантелеймон Хиоски заявява, че Кандиотис е луд.
В 1967 година, новият Свети синод, назначен от хунтата, го избира за лерински митрополит и на 25 юни 1967 година Августин е ръкоположен за митрополит на Леринската, Преспанска и Еордейска епархия.
В 1971 година митрополит Августин Лерински поема поход за „елинизация“ и унищожаване на българското наследство в епархията си. По време на неговото управление са разрушени старите български църкви „Свети Панталеймон“ в Лерин, „Св. св. Константин и Елена“ в Суровичево, „Света Параскева“ в Буковик, Българското училище в Лерин, „Свети Николай“ в Щърково, „Свети Атанасий“ в Рудари, „Света Петка“ в Пътеле, и още десетки други.
На въпрос на гръцки журналист от списание „Епикера“ от 1973 година защо това е направено, митрополит Августин отговаря:
| „ | Вие така ли отразявате истината!? Трябваше ли да оставя църкви, построени от български ръце? | “ |

Митрополит Августин налага почти терористичен режим в епархията си и се опитва да унижощи говоренето на български език. Както пише монахът Амфилохий Христодулу, който служи в Горно Каленик: „Систематично се борихме със славянския език, която се говори тук, и препоръчвахме използването на гръцкия език със задоволителни резултати“. Друга основна цел на Августин е изкореняването на езическите обичаи. Митрополитът води борба и с абстрактното изкуство - в 1971 година по негово искане е премахната от леринския централен площад статуята „Умиращ войн“ на видния скулптор Димитрис Каламарас.
Със секретен документ на министъра на образованието на хунтата Теофилактос Папаконстантину се назначават трима психиатри, които да прегледат митрополит Августин, но той ги изгонва. В 1975 година Августин създава цензурни комисии „За гледане на филми“ в Лерин, Кайляри и Суровичево. В 1984 година отменя конкурсите за красота в Суровичево, а пет жители на Горно Върбени са афоресани, защото са участвали в карнавала, облечени като свещеници. В 1988 година в публична реч в Атина атакува Андреас Папандреу, а в 1990 година задава на Константинос Караманлис известния въпрос: „Господин Константин Караманлис, вие масон ли сте? Да или не?“. Също така обявява „свята война“ срещу гръцкия режисьор Теодорос Ангелопулос за филма му „Нерешителната стъпка на щъркела“, който е сметнат от Августин за „антинационален“. Митрополит Августин се опитва по всякакъв начин да спре излъчването в Лерин: контролираните от него църковни организации провеждат митинги и прекъсват излъчванията, камбаните бият траурно и много жители на районите, където е заснет филмът, окачват черни знамена в домовете си. В 1992 година за пореден път се изказва за освобождаването на хунтата: „Офицерите, които се сражаваха във високопланинския район на Македония за целостта на гръцката родина срещу атеистичния марксистки режим, трябва да бъдат освободени“. В 1992 година приветства завръщането на крал Константинос II в Гърция.
На 14 януари 2000 година подава оставка поради старост.
Умира на 28 август 2010 година в Лерин.
В Лерин пред Митрополията е издигнат бюст на митрополит Августин, дело на скулптора Янис Кайоргис.